# Michał Marcjanik
Michał Marcjanik (ur. 15 grudnia 1994 w Gdyni) – polski piłkarz grający na pozycji obrońcy w polskim klubie Arka Gdynia. Od rundy wiosennej sezonu 2020/21 jest kapitanem zespołu.

## Kariera klubowa
Jest wychowankiem Arki Gdynia. W latach 2010–2013 był piłkarzem zespołów juniorskich oraz rezerw tego klubu, a następnie dołączył do pierwszej drużyny. W pierwszym zespole zadebiutował w wygranym spotkaniu Pucharu Polski 23 lipca 2013 roku z Pelikanem Łowicz. Natomiast debiut ligowy w I lidze miał miejsce w meczu z GKS Bełchatów wygranym przez Arkę 1:0. W Ekstraklasie zadebiutował 18 lipca 2016 w przegranym 0:2 meczu z Bruk-Betem Termaliką Nieciecza. Grał w nim przez 90 minut.
W sezonie 2016/2017 zdobył wraz z klubem Puchar Polski. Następnie na początku kolejnego sezonu sięgnął z Arką po Superpuchar Polski. Wystąpił również w dwumeczu z FC Midtjylland w ramach III rundy kwalifikacji Ligi Europy UEFA.
W 2018 po wygaśnięciu kontraktu z Arką Gdynia podpisał z zespołem Serie A, Empoli FC trzyletni kontrakt z opcją przedłużenia o kolejny rok. W sezonie 2018/2019 nie doczekał się debiutu w barwach nowego klubu.
31 stycznia 2019 roku Marcjanik został wypożyczony do końca sezonu z Empoli do zespołu Serie B – Carpi FC 1909.

## Kariera reprezentacyjna
Michał Marcjanik dwukrotnie wystąpił w reprezentacji Polski do lat 21 prowadzonej przez Marcina Dorne. Były to mecze towarzyskie z Czarnogórą oraz Czechami.

## Sukcesy
Arka Gdynia:
- Puchar Polski: 2016/2017
- Superpuchar Polski: 2017